# Grósz Károly

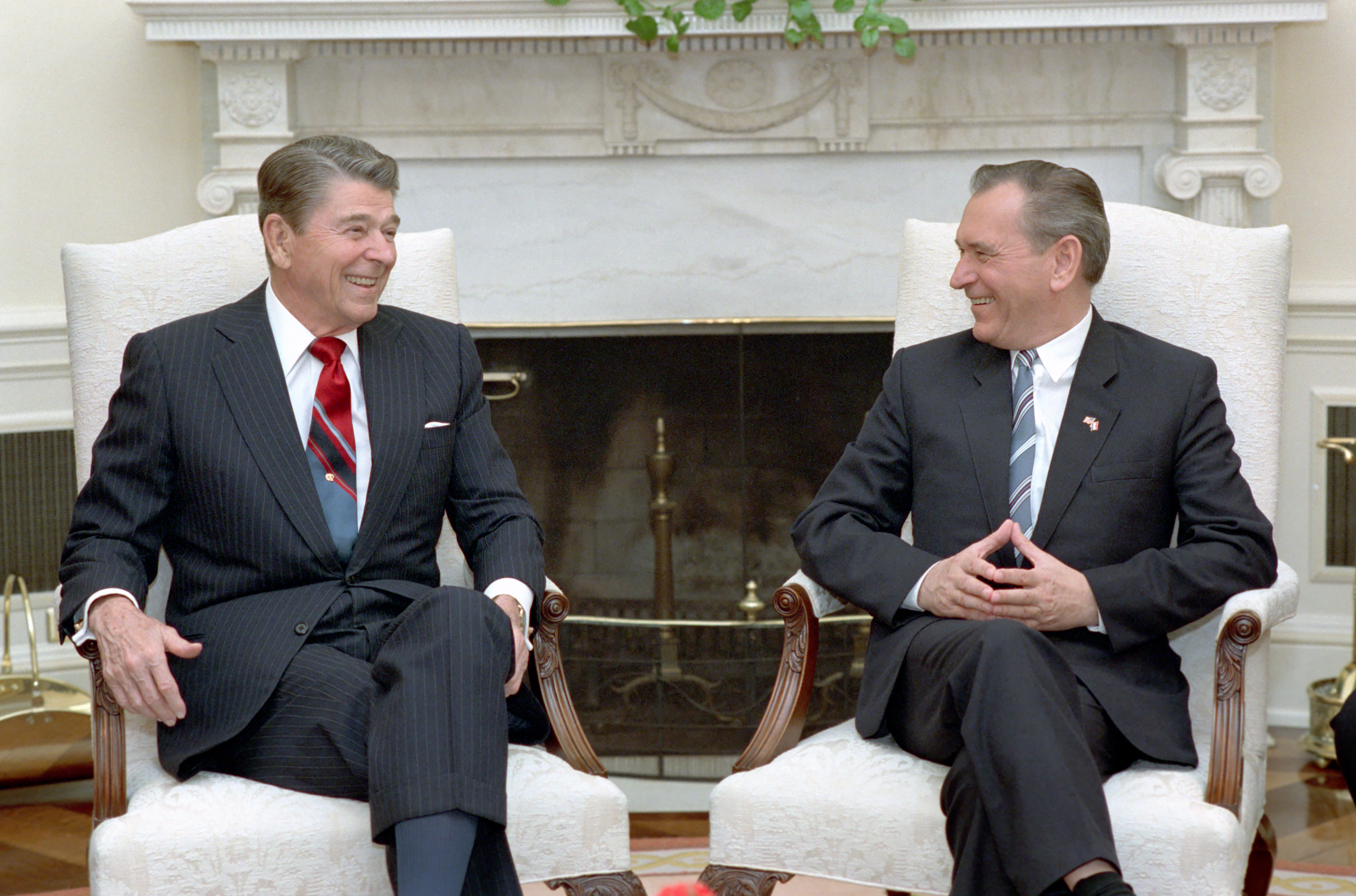
Ronald Reagan és Grósz Károly találkozója 1988 nyarán

Grósz Károly (Miskolc, 1930. augusztus 1. – Gödöllő, 1996. január 7.) magyar politikus, a Minisztertanács elnöke, az MSZMP főtitkára.

## Életpályája
1930. augusztus 1-jén született miskolci munkáscsaládban. Apja Grósz Károly, a Diósgyőri Gépgyár esztergályosa; anyja Szikora Margit nyomdai berakónő. A négy elemi és négy polgári után a Diósgyőri Gépgyárban volt lakatosinas (1944–1945), majd nyomdásznak tanult, mialatt a Borsodi Nyomda nyomdászinasa illetve -segéde volt (1945–1949). 1945-ben lépett be a Magyar Kommunista Pártba. 1949–1950 között a Magyar Ifjúság Népi Szövetsége Abaúj vármegyei szervezetének titkára volt Szikszón, majd 4 évig hadnagyként, aztán főhadnagyként a jugoszláv–magyar határon teljesített szolgálatot. 1954-től a Borsod-Abaúj-Zemplén megyei pártbizottság agitációs és propagandaosztályának vezetője lett.
1956-ban a forradalom alatt a posztján maradt. Az újságíróknak megtiltotta, hogy az eseményekről tudósítsanak, az Észak-Magyarország napilap fejlécéről a Kossuth-címert is eltávolíttatta.[forrás?]
"Grósz Károly '56-ban is olyan magatartást tanúsított, amelyből sohasem tűnt ki egyértelműen, hogy hova kötelezte el magát. Arra lehetett következtetni, hogy talán a Földvári-vonal mellett van, aztán kellő időben arcot változtatott, és hirtelen, Kádárhoz hasonló magatartással, 180 fokos fordulattal, pont az ellenkező oldalon állt.” Papp Miklós 
November 4-én a megyei pártapparátus vezetőjévé választották. Grósz Károly forradalom alatti aktivitása sokaknak szemet szúrt. Bodnár András volt városi párttitkár 1957. február 16-án, a diósgyőri nagyaktíván Grósz Károly és Déri Ernő felelősségének a felülvizsgálatát követelte, és a kompromittálodott Földvári  Rudolf volt Borsod megyei első titkár „embereinek” nevezte őket.
1961-től a Magyar Szocialista Munkáspárt (MSZMP) Központi Bizottsága (KB) agitációs és propagandaosztályának munkatársa, közben pedig a Magyar Rádió és az Magyar Televízió párttitkára is volt. 1968-tól a KB agitprop-osztályának helyettes vezetője, majd 1974-től vezetője lett. Közben előbb a KISZ titkáraként tevékenykedett, majd rövid ideig (1973. október – 1974. augusztus) betöltötte az MSZMP Fejér Megyei Bizottságának első titkári tisztségét, később pedig öt éven át (1979 végétől 1984 végéig) a Borsod megyei pártbizottságot vezette. 1980-ban beválasztották az MSZMP KB-ba. 1984–1987 között a Budapesti Pártbizottság első titkára volt. 1985-ben az MSZMP Politikai Bizottságába is bekerült.

## Miniszterelnökként
1987 június 25-én megválasztották a minisztertanács elnökévé. Programjában elismerte a piacgazdasági nyitás szükségességét, de a megújulást a szocializmuson belül képzelte el. Miniszterelnöksége idején, 1988 januárjában vezették be az általános forgalmi adót (ÁFA) és a személyi jövedelemadót (SZJA). Kormányának tagjai közül néhányan a rendszerváltás után is aktívak maradtak, például Csehák Judit (miniszterelnök-helyettes, majd szociális és egészségügyi miniszter) és Medgyessy Péter (pénzügyminiszter, miniszterelnök-helyettes, majd miniszterelnök).

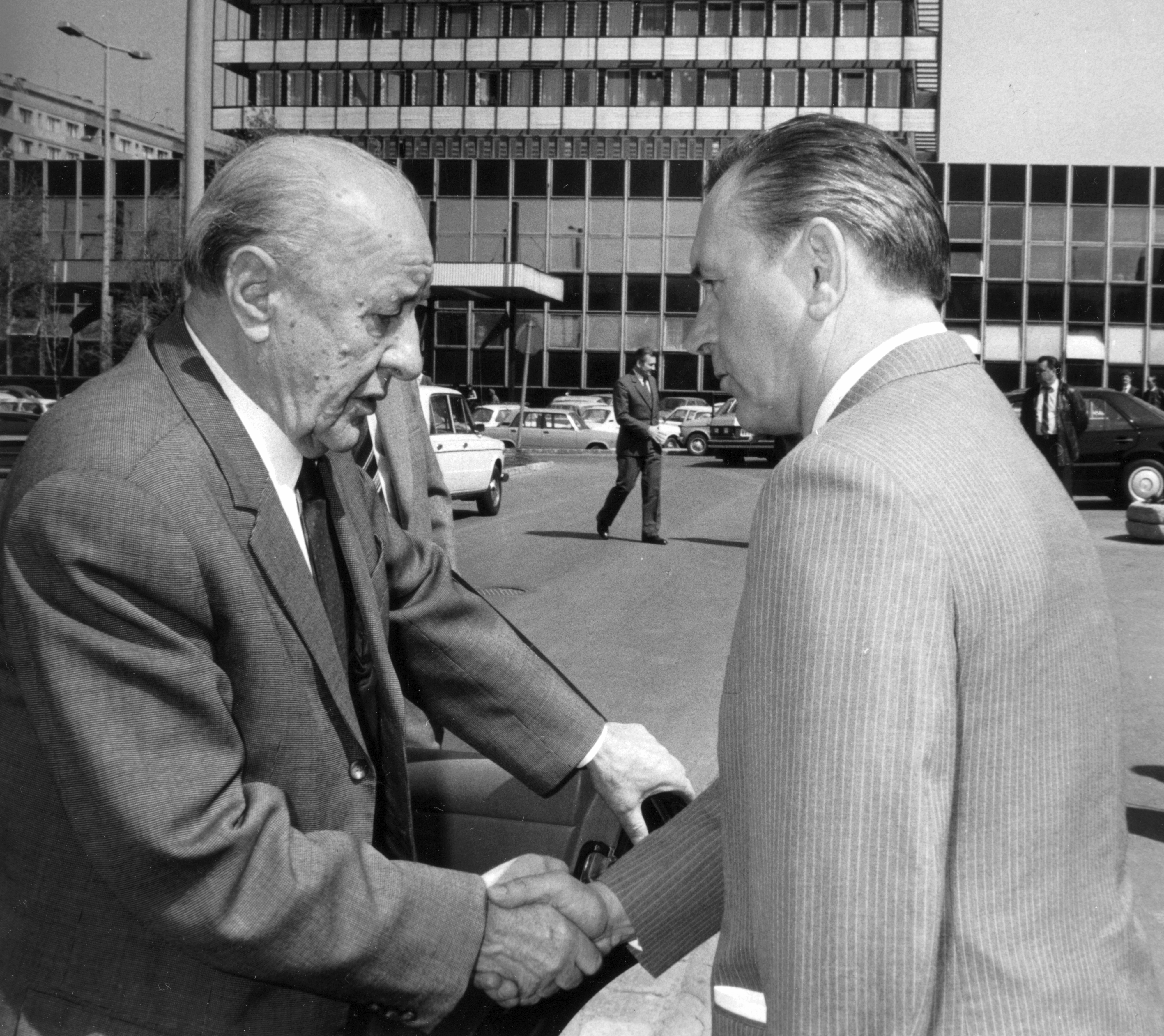
Kádár és Grósz 1986-ban

1988. május 20–22-én az MSZMP pártértekezletén teret nyert az állampárt reformszárnya, amely a "kibontakozási programot" bizonyos társadalmi lazítások árán kívánta megvalósítani. A működésképtelen tervgazdálkodást meghaladva a piacgazdaság arányának növelését és a decentralizálást tűzte ki célul, mivel 1987-ben az egész folyamat a gazdaság katasztrofális, fenntarthatatlan állapotával indult. Az ambiciózus Grósz Károly és reformista köre elérték, hogy felmentsék Kádár Jánost pártfőtitkári tisztségéből, aki ugyan a párt elnöke maradt, az addigi hatalma viszont megszűnt . Utódja Grósz lett. Leváltották a Politikai Bizottság nagy többségét is. A pártértekezlet határozata kiállt az egypártrendszeren belüli, „a párt vezető szerepére épülő” szocialista pluralizmus mellett.
Grósz azonban nem tudta követni a saját maga által indított reformot, annak sem társadalmi, sem gazdasági vonatkozásait nem mérte fel helyesen. 1988 novemberében ellenforradalmi veszélyről beszélt és fehérterrort vizionált, amikor az ellenzéki törekvések (konkrétan az Ellenzéki Kerekasztal) szóba került.
November 24-én már lemondásra kényszerült és Németh Miklósnak adta át a miniszterelnöki pozíciót. 1989 januárjában Pozsgay Imre népfelkelésről beszélt, amire az éppen Svájcban tartózkodó Grósz január 30-án kijelentette, hogy Pozsgay nem ítélheti meg az 56-os események jellegét, arra csak az MSZMP KB jogosult. Meglepetésére február 11-én a KB is megállapította: "Népfelkelés történt 1956. október 23-án, igaz, hogy ellenforradalomba torkollott." Ezzel a merev Grósz már végképp nem érthetett egyet; nagyívű MSZMP-s karrierje ekkor zsákutcába jutott, főszerepe a politikai porondon véget ért.

## A rendszerváltás alatt és után

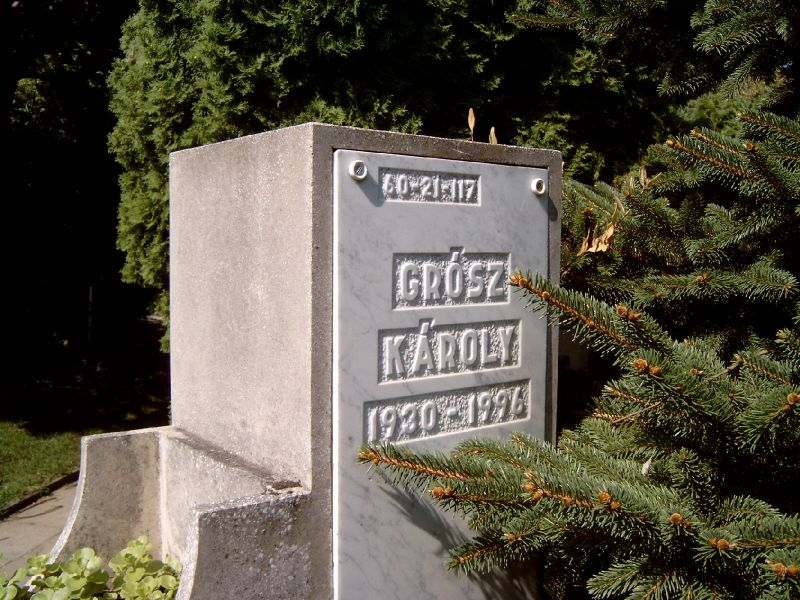
Grósz Károly sírja a budapesti Farkasréti temetőben (60-21-117. fülke)

A rendszerváltás során ragaszkodott a szocialista politikai rendszer és a Varsói Szerződés fenntartásához. Az USA-beli útján, illetve Franciaországban és az NSZK-ban tett látogatásán kívül további külpolitikai tevékenysége Nicolae Ceaușescu román pártvezetővel Aradon tartott találkozója volt, amit azonban már akkor is súlyos kudarcként értékeltek és ennek megítélése azóta sem változott.
1989. március 29-én bejelentik a többpártrendszert, majd október 7-10 között az MSZMP rendkívüli kongresszusán az utódpárt, az MSZP megalakulását. Grósz Berecz Jánossal és másokkal az új pártba nem lépett be, ehelyett részt vett az MSZMP újjászervezésében, példának a „felszabadulás” utáni időket és az 1956-os forradalmat követő hónapokat tekintve. 1990-ben lemondott MSZMP KB-tagságáról és végleg visszavonult a politikától. 1996-ban hunyt el veseelégtelenségben.

## Magánélete
Felesége, akivel két gyermekük született, 1989. július 16-án, két nappal Kádár János temetése után hunyt el súlyos betegség következtében.

## Művei
- Országos Agitációs és Propaganda Tanácskozás. 1970 / Grósz Károly: A tömegpolitikai munka néhány elvi és módszertani kérdéséről / Móna Gyula: A párt-propagandamunka jelenlegi helyzete és hatékonysága emelésének követelményei; Kossuth, Bp., 1970
- Országos Agitációs és Propaganda Tanácskozás 1970. dec. Tömegpolitikai munkánk feladatai a X. pártkongresszus után; Kossuth, Bp., 1971
- A politikai agitáció rendszere, helye, szerepe és pártirányítása; MSZMP Politikai Főiskola, Pártépítési Tanszék, Bp., 1971
- A Minisztertanács munkaprogramja. Elfogadta az Országgyűlés 1987. szeptember 16–19-ei ülése; expozé Grósz Károly, hozzászólás Kádár János; Kossuth, Bp., 1987
- Szocializmus és korszerűség. Nemzeti és történelmi felelősség; Kossuth, Bp., 1987
- Kiállni a politikáért, tenni az országért! Grósz Károly beszéde a budapesti pártaktíván, 1988. november 29.; Kossuth, Bp., 1988
- Eleven, mozgalmi pártot! Interjú Grósz Károllyal, az MSZMP főtitkárával; riporter Borbély Gábor, Eötvös Pál; Kossuth, Bp., 1988
- Nemzeti összefogással a reformok sikeréért! Beszéd a Csongrád megyei pártértekezleten, 1988. december 10. Beszéd a Borsod megyei pártaktíván, 1988. december 16. Beszéd az MTESZ jubileumi ülésén, 1988. december 16.; Kossuth, Bp., 1989